# Gasrotonde
Met de term gasrotonde wordt een knooppunt van de infrastructuur voor het transport en tijdelijke opslag van aardgas aangeduid. De Nederlandse overheid heeft als doelstelling om ook na het leegraken van het aardgasveld van Slochteren een belangrijke rol in Noordwest-Europa te spelen in de doorvoer van gas. De infrastructuur wordt sinds enkele jaren hiervoor aangepast.
Een belangrijk doel van de gasrotonde is het snel kunnen inspelen op veranderingen in vraag en aanbod. In de zomer kan een voorraad gas worden aangelegd, die in de winter snel kan worden aangesproken. Dit gas wordt daartoe tijdelijk in uitgeputte gasvelden opgeslagen.